# Trinity College, Cambridge

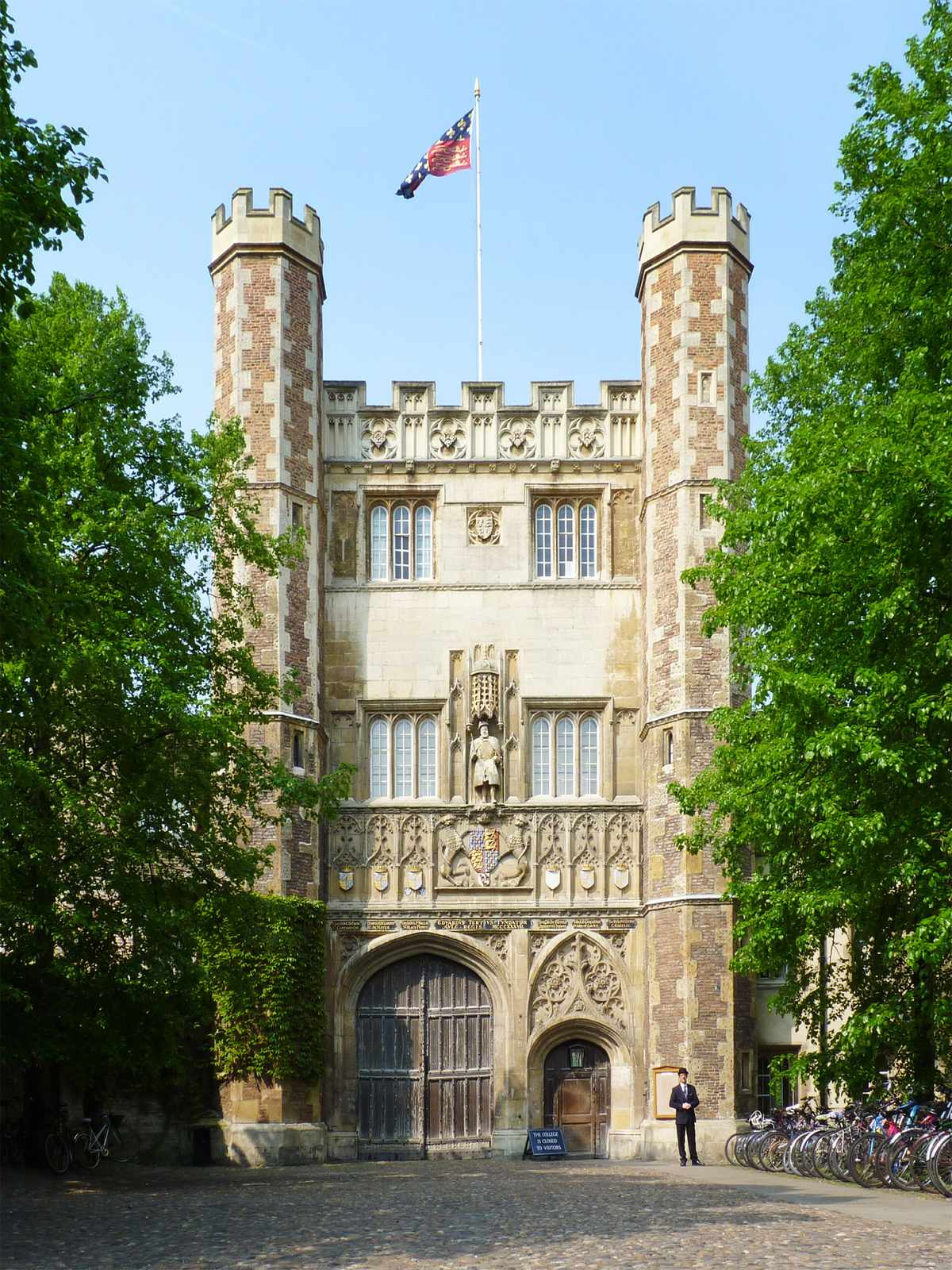

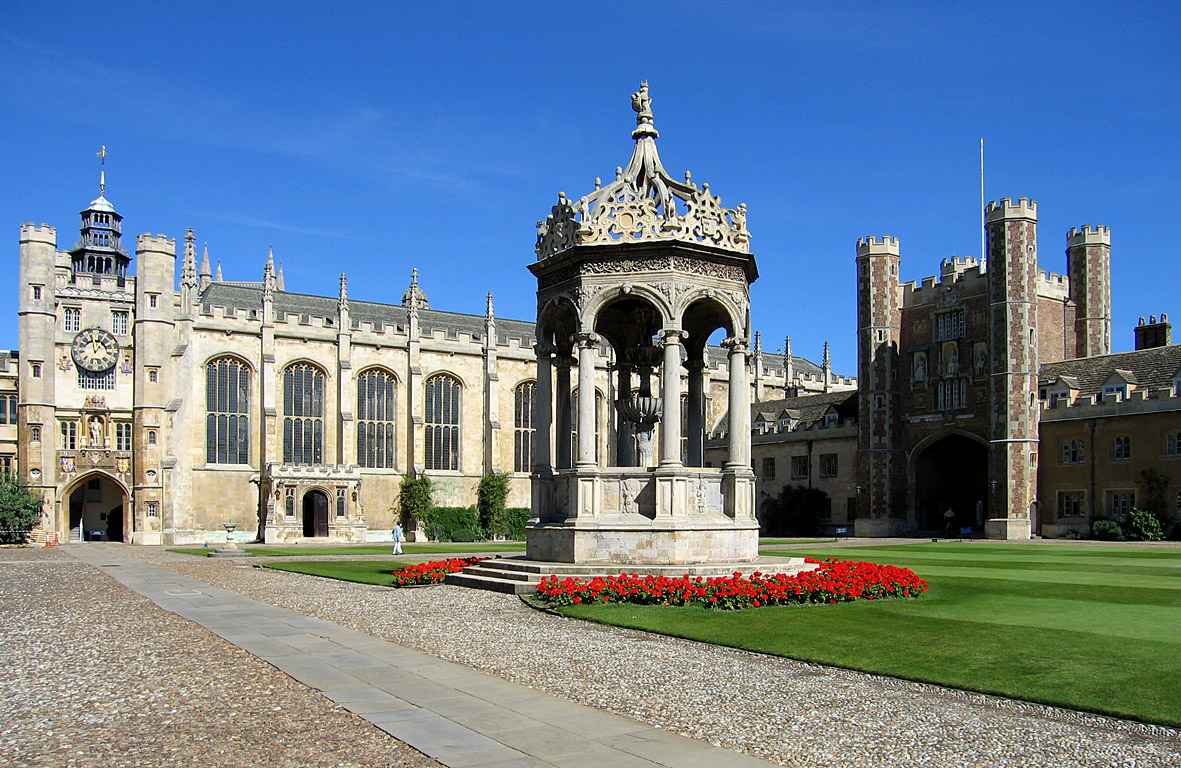
Great Court

Trinity College este unul din colegiile constituente ale Universității Cambridge din Cambridge, Anglia. Trinity este cel mai mare dintre toate colegiile din Cambridge și Oxbridge, având în jur de 600 studenți, 430 masteranzi și peste 160 cadre didactice. Este, de asemenea, cel mai bogat colegiu Oxbridge cu o valoare estimată a fondului financiar de aproximativ 700 de milioane £ (în 2005). În același timp, colegiul Trinity este una dintre instituțiile de educație din lume, care are una dintre cele mai bune finanțări per student. Colegiul Trinity  este considerată una dintre instituțiile academice cele mai prestigioase din lume.
Colegiul deține în proprietatea sa importante suprafețe de pământ, incluzând bunuri în portul Felixstowe și în Cambridge Science Park. Trinity are o puternică tradiție academică, având printre absolvenții săi 31 de deținători ai Premiului Nobel, cinci deținători ai Medaliei Fields și unul al premiului Abel (ambele în matematică). Trinity are un număr remarcabil de absolvenți notabili, dintre care cel mai celebru este Sir Isaac Newton. 

## Istorie

### Fondare
Colegiul a fost fondat de regele Henric al VIII-lea în 1546, prin fuziunea a două colegii existente: Michaelhouse (înființat de Hervey de Stanton în 1324) și King's Hall (înființat de regele Eduard al II-lea în 1317 și refăcut de regele Eduard al III-lea în 1337). Începând cu 1536 regele a secularizat averile bisericilor și mănăstirilor. Universitățile Oxford și Cambridge, ambele instituții religioase destul de bogate, prezentau interes sporit pentru a fi supuse confiscărilor. Mai mult ca atât, regele a adoptat o lege prin Parlament, potrivit căreia putea confisca proprietatea oricărui colegiu.
Universitatea a dus tratative cu cea de-a șasea soție a regelui, Catherine Parr, care l-a convins să nu închidă instituțiile, ci să creeze un colegiu nou. Regele a ordonat fondarea Colegiului Sfintei Treimi (Trinity College), având ca bază materială veniturile mai multor vechi colegii și cămine studențești.

### Clădiri și teritorii
Poarta Mare este intrarea principală la colegiu. Deasupra porții, într-o nișă, este statuia fondatorului Colegiului, regele Henric al VIII-lea. În 1704 a fost construit primul observator astronomic pe partea superioară a porții. Sub statuia fondatorului se află stema lui regelui Edward III, fondatorul Sălii Regelui și ai celor cinci fii ai săi care au supraviețuit până la maturitate.
Majoritatea clădirilor ce formează colegiu datează cu sec. XVI-XVII. Thomas Neville, directorul colegiului din 1593, a refăcut în mod substanțial clădirile existente și a construit altele noi. Printre altele, a fost extinsă și finisată construcția Curții Mari, a construit ceea ce se numește azi Curtea Neville, între Curtea Mare și râul Cam. Curtea Neville a fost terminată la sfârșitul secolului al XVII-lea, când a fost construită Biblioteca Wren, proiectată de Christopher Wren.

## Absolvenți notabili
- Vedeți, de asemenea, și Categorie:Absolvenți Trinity College, Cambridge

### Absolvenți ai Trinity College care au fost laureați ai premiului Nobel
- 1904 Lord Rayleigh (Fizică)
- 1906 J. J. Thomson (Fizică)
- 1908 Lord Rutherford (Chimie)
- 1915 William Bragg (Fizică)
- 1915 Lawrence Bragg (Fizică)
- 1917 Charles Glover Barkla (Fizică)
- 1922 Niels Bohr (Fizică)
- 1922 Francis Aston (Chimie)
- 1922 Archibald V. Hill (Medicină)
- 1925 Sir Austen Chamberlain (Pace)
- 1928 Owen Willans Richardson (Fizică)
- 1929 Frederick Hopkins (Medicină)
- 1932 Edgar Douglas Adrian (Medicină)
- 1936 Sir Henry Dale (Medicină)
- 1937 George Paget Thomson (Fizică)
- 1950 Bertrand Russell (Literatură)
- 1951 Ernest Walton (Fizică)
- 1952 Richard Synge (Chimie)
- 1962 John Kendrew (Chimie)
- 1963 Alan Lloyd Hodgkin (Medicină)
- 1963 Andrew Huxley (Medicină)
- 1973 Brian David Josephson (Fizică)
- 1974 Martin Ryle (Fizică)
- 1977 James Meade (Economie)
- 1978 Pyotr Kapitsa (Fizică)
- 1980 Walter Gilbert (Chimie)
- 1982 Aaron Klug (Chimie)
- 1983 Subrahmanyan Chandrasekhar (Fizică)
- 1996 James Mirrlees (Economie)
- 1998 John Pople (Chimie)
- 1998 Amartya Sen (Economie)